# Impa Kasanganay
Impa Armond Kasanganay (Fort Lauderdale, Florida, Estados Unidos, 17 de enero de 1994) es un artista marcial mixto estadounidense que compite en las divisiones de peso wélter y medio de Ultimate Fighting Championship.

## Antecedentes
Nacido de inmigrantes congoleños, Kasanganay comenzó su carrera deportiva jugando al fútbol, yendo con una beca a la Universidad de Lenoir-Rhyne en 2016, para luego pasar a la jaula. Durante los inicios de su carrera en las MMA, Impa trabajó como contable y cuenta con tres títulos, uno de asociado en Administración de Empresas y Contabilidad, otro de licenciado en Contabilidad y otro en Finanzas.

## Carrera en las artes marciales mixtas

### Carrera temprana
En su debut en las MMA en el 864 Fighting Championship, se enfrentó a Garett Fosdyck por decisión dividida. Kasanganay también derrotó a Dahlen Willson por decisión unánime en Island Fights 53. Luego, en Island Fights 54, noqueó a John Lewis en el primer asalto. En KOTC Rumble On The River 2, Kasanganay sometió a Roger Pratcher por estrangulamiento en el primer asalto. Derrotó a Devorious Tubbs por decisión dividida en su única salida con Legacy Fighting Alliance en LFA 71 el 12 de julio de 2019.

### Dana White’s Contender Series
Kasanganay fue invitado al episodio final de la tercera temporada del Dana White’s Tuesday Night Contender Series, el 27 de agosto de 2019, en el Dana White's Contender Series 26. Derrotó al artista del nocaut Kailan Hill por decisión unánime.
En el combate inaugural de la segunda semana de la cuarta temporada de la DWTNCS, el 11 de agosto de 2020 en el Dana White's Contender Series 28, derrotó a Anthony Adams por decisión unánime. Con la victoria, recibió un contrato de la UFC.

### Ultimate Fighting Championship
Kasanganay debutó en la UFC contra Maki Pitolo el 29 de agosto de 2020 en UFC Fight Night: Smith vs. Rakić. Ganó el combate por decisión unánime.
Kasanganay, como sustituto de Abu Azaitar, se enfrentó a Joaquin Buckley el 11 de octubre de 2020 en UFC Fight Night: Moraes vs. Sandhagen. Buckley ganó el combate de forma espectacular a través de una patada trasera giratoria después de que Impa atrapara una de sus patadas.
Kasanganay se enfrentó a Sasha Palatnikov el 10 de abril de 2021 en UFC on ABC: Vettori vs. Holland. Después de herir a Palatnikov, se aseguró un estrangulamiento por detrás ganando la pelea por sumisión en el segundo asalto.
Se enfrentó a Carlston Harris el 18 de septiembre de 2021 en UFC Fight Night: Smith vs. Spann. Perdió el combate por TKO en el primer asalto.

### Professional Fighters League

#### PFL vs. Bellator
Kasanganay enfrentó al Campeonato de Peso Mediano de Bellator Johnny Eblen el 24 de febrero de 2024, en PFL vs. Bellator. Perdió la pelea por decisión dividida.

## Récord en artes marciales mixtas
| Resultado | Récord | Oponente         | Método                                 | Evento                                  | Fecha                    | Ronda | Tiempo | Localización                    | Notas                                                            |
| --------- | ------ | ---------------- | -------------------------------------- | --------------------------------------- | ------------------------ | ----- | ------ | ------------------------------- | ---------------------------------------------------------------- |
| Derrota   | 15–4   | Johnny Eblen     | Decisión (dividida)                    | PFL vs. Bellator                        | 24 de febrero de 2024    | 3     | 5:00   | Riad                            | Campeón de PFL vs. Campeón de Bellator. Regreso a peso mediiano. |
| Derrota   | 9-2    | Carlston Harris  | TKO (puñetazos)                        | UFC Fight Night: Smith vs. Spann        | 11 de septiembre de 2021 | 1     | 2:38   | Las Vegas, Nevada               |                                                                  |
| Victoria  | 9-1    | Sasha Palatnikov | Sumisión (estrangulamiento por detrás) | UFC on ABC: Vettori vs. Holland         | 10 de abril de 2021      | 2     | 0:26   | Las Vegas, Nevada               | Debut en el peso wélter.                                         |
| Derrota   | 8-1    | Joaquin Buckley  | TKO (patada trasera giratoria)         | UFC Fight Night: Moraes vs. Sandhagen   | 11 de octubre de 2020    | 2     | 2:03   | Abu Dhabi                       |                                                                  |
| Victoria  | 8-0    | Maki Pitolo      | Decisión (unánime)                     | UFC Fight Night: Smith vs. Rakić        | 29 de agosto de 2020     | 3     | 5:00   | Las Vegas, Nevada               |                                                                  |
| Victoria  | 7-0    | Anthony Adams    | Decisión (unánime)                     | Dana White's Contender Series 28        | 11 de agosto de 2020     | 3     | 5:00   | Las Vegas, Nevada               |                                                                  |
| Victoria  | 6-0    | Kailan Hill      | Decisión (unánime)                     | Dana White's Contender Series 26        | 27 de agosto de 2019     | 3     | 5:00   | Las Vegas, Nevada               |                                                                  |
| Victoria  | 5-0    | Devorious Tubbs  | Decisión (dividida)                    | LFA 71                                  | 12 de julio de 2019      | 3     | 5:00   | Atlanta, Georgia                |                                                                  |
| Victoria  | 4-0    | Roger Pratcher   | Sumisión (estrangulamiento por detrás) | KOTC: Rumble On The River 2             | 11 de mayo de 2019       | 1     | 4:30   | North Augusta, Carolina del Sur |                                                                  |
| Victoria  | 3-0    | John Lewis       | Sumisión (verbal)                      | Island Fights 54                        | 22 de marzo de 2019      | 1     | 1:58   | Panama City Beach, Florida      |                                                                  |
| Victoria  | 2-0    | Dahlen Wilson    | Decisión (unánime)                     | Island Fights 53                        | 6 de marzo de 2019       | 3     | 5:00   | Fort Walton Beach, Florida      |                                                                  |
| Victoria  | 1-0    | Garrett Fosdyck  | Decisión (dividida)                    | 864 Fighting Championship: Showcase MMA | 25 de enero de 2019      | 3     | 5:00   | Johnson City, Tennessee         | Debut en el peso medio.                                          |